# Base navale de Crète
La base navale de Crète (en grec moderne : Ναύσταθμος Κρήτης, Nafstathmos Kritis) est une base navale majeure de la marine hellénique et de l'OTAN dans la baie de Souda en Crète, en Grèce.
Aussi connu sous le nom de Naval Support Activity Souda Bay, et plus communément en tant que base navale de la baie de Souda, elle constitue la deuxième plus grande base navale (en nombre de navires hébergés) de la marine hellénique, et la base navale la plus grande et la plus importante des États-Unis et de l'OTAN en Méditerranée orientale,,. En outre, il s'agit du seul port en eau profonde du Sud de l'Europe et de la mer Méditerranée adapté et capable d'accueillir les plus gros porte-avions[à vérifier]. Les seules autres options disponibles pour la marine américaine sont la base navale de Norfolk aux États-Unis, et Dubaï dans le golfe Persique.

## Historique

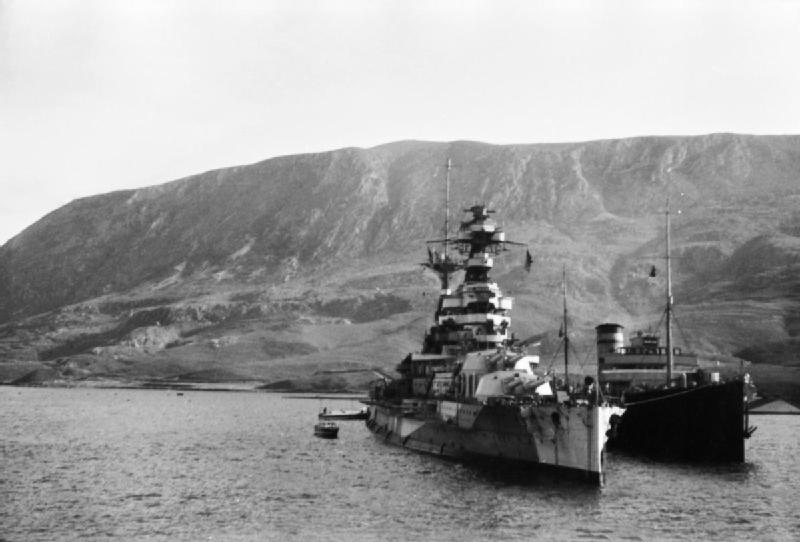
La Royal Navy pendant la seconde guerre mondiale, dans la baie de Souda

Souda est un port naturellement protégé situé sur la côte nord-ouest de la Crète et fondé pour la première fois au cours de la période ottomane en 1872.
Au cours de la Seconde Guerre mondiale et de la bataille de Grèce, le port fut la cible d'un raid italien contre la marine alliée dans le cadre de la campagne de la Méditerranée.
Après la guerre, la base navale a été créée, à peu près à la même époque que l’entrée de la Grèce dans l’Alliance de l’Atlantique Nord.

## Site
La base navale de la baie de Souda occupe une superficie de 500 hectares, comprenant l'ancienne caserne d'artillerie de la 5e division d'infanterie de l'armée. Les installations comprennent une cale sèche, des ateliers, un dépôt de carburant et un dépôt de munitions. La base navale est commandée par un commodore ou un capitaine de la marine hellénique. Le site logistique avancé de Souda Bay (FLS Souda Bay) était sous le contrôle opérationnel des forces navales alliées du sud de l'Europe de l'OTAN (COMNAVSOUTH) jusqu'en 2013. Depuis, il est sous le contrôle du commandement maritime allié (MARCOM) qui a remplacé NAVSOUTH. La station de communication radio SXH de la marine hellénique est également installée depuis 1929 à Mourniés, près de Souda. Le Κ-14, un quai en eau profonde, est le seul de ce type en mer Méditerranée, permettant ainsi l’accostage des porte-avions.
Depuis 2007, la base navale de la baie de Souda héberge le Centre OTAN d'entraînement opérationnel à l'interdiction maritime (MIOTC), situé dans le secteur nord de la base (Marathi).

## Galerie

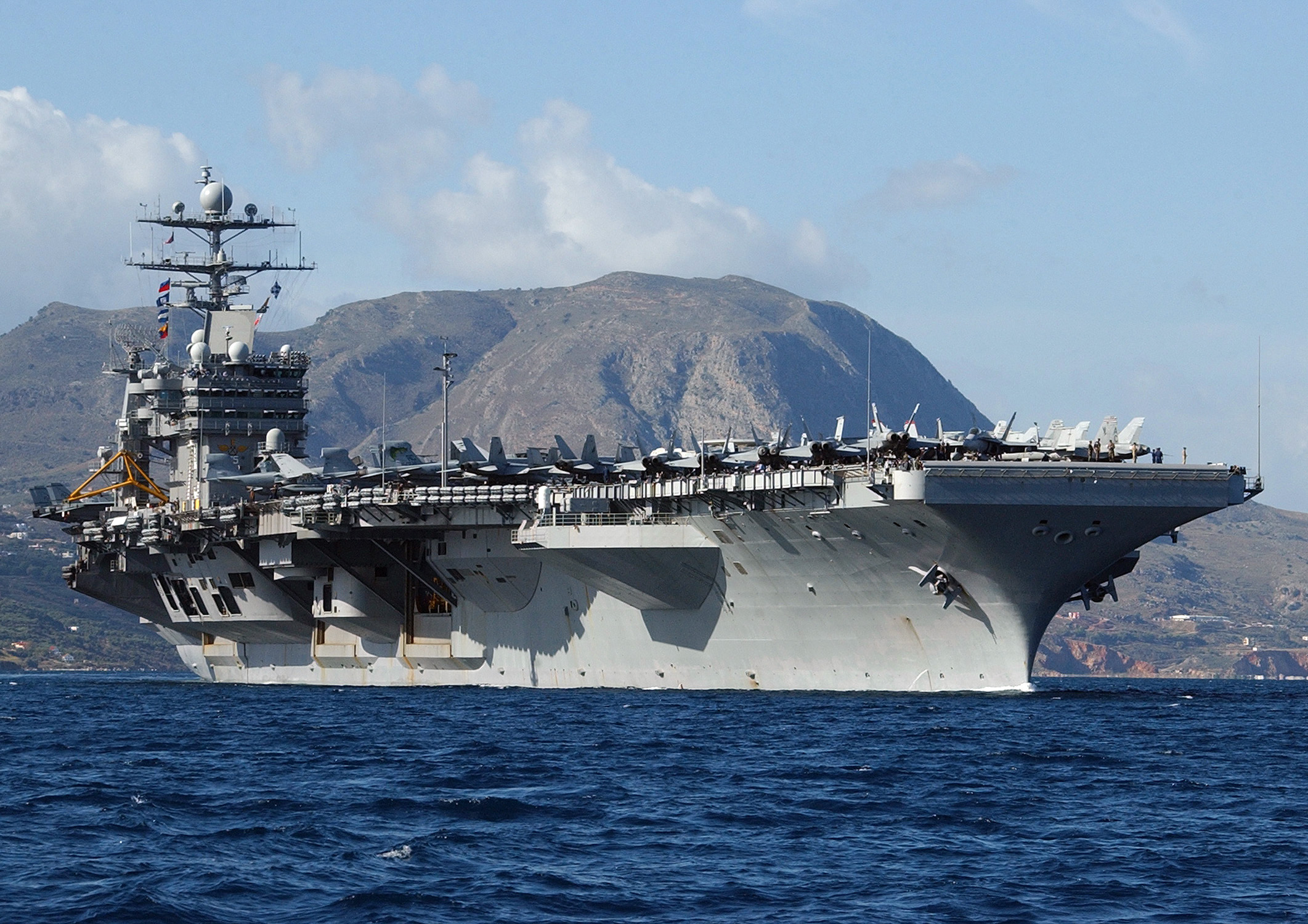
Le porte-avions américain USS Harry S. Truman quitte le port de la baie de Souda en Crète, en Grèce, après une visite de quatre jours.
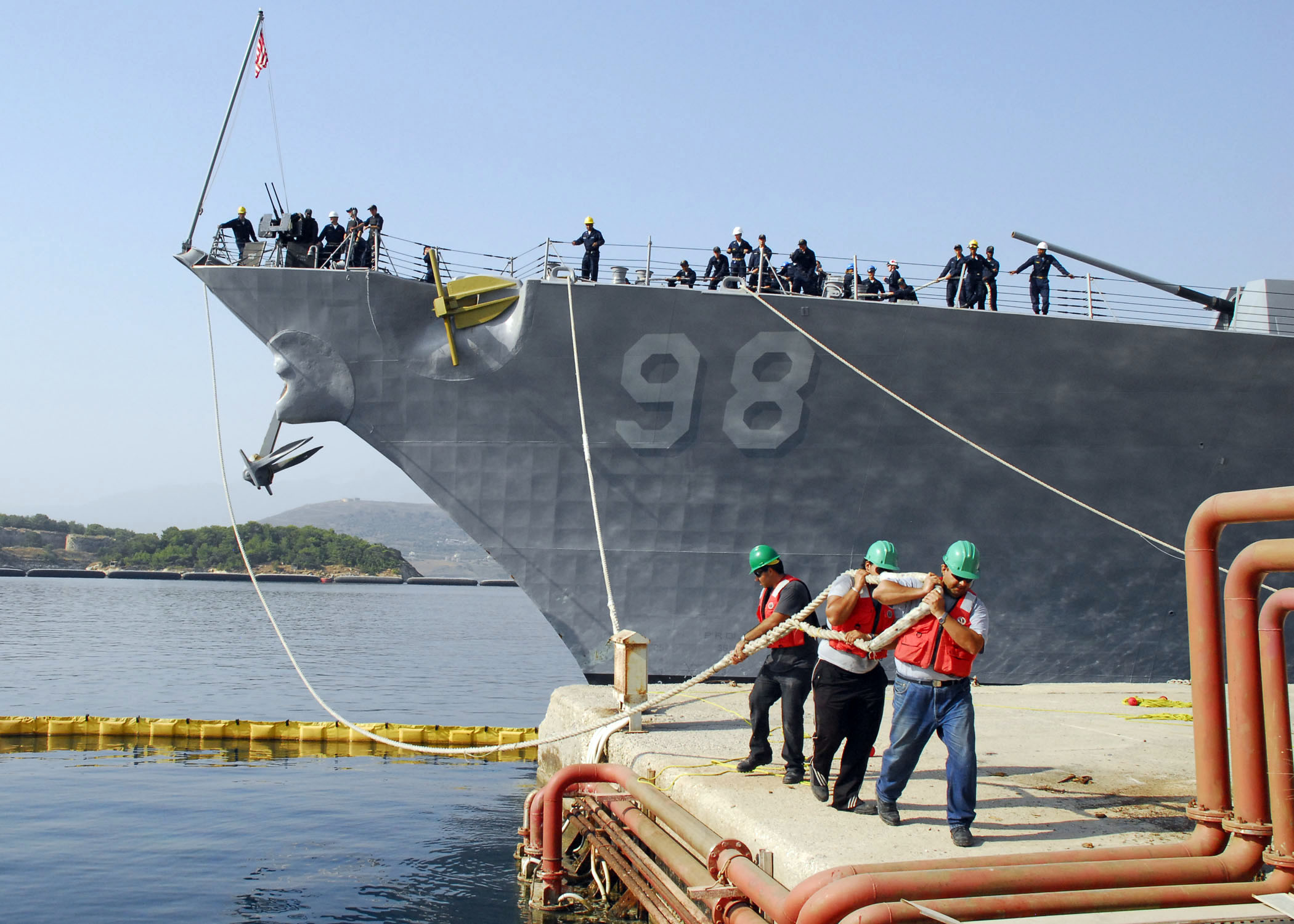
Des lamaneurs grecs tirent les amarres du Forrest Sherman (DDG 98), navire de la classe Arleigh Burke, arrivant en Grèce pour sa première visite au port lors de son premier déploiement.
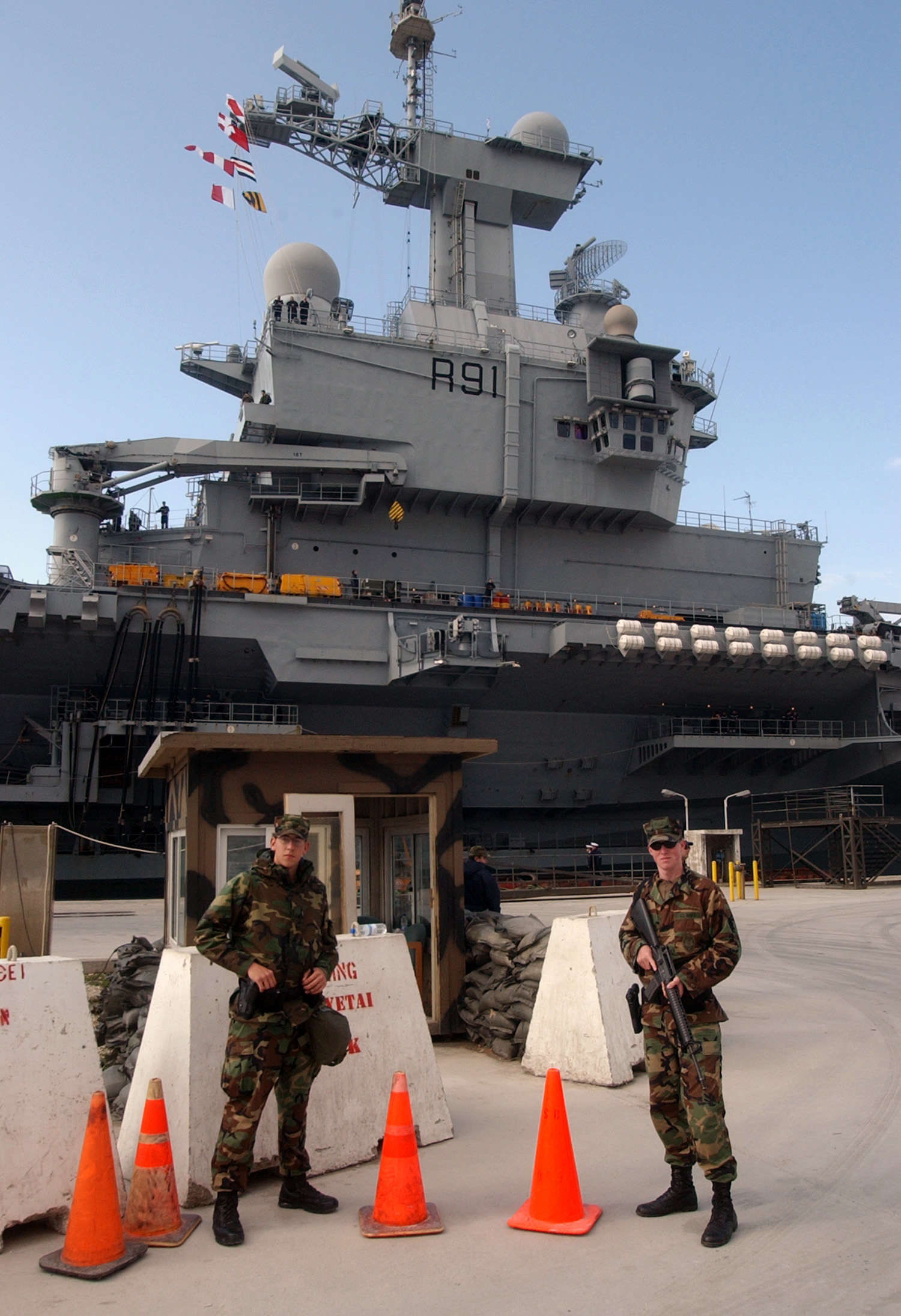
Les soldats du Naval Support Activity Souda Bay's Security Department assurent la surveillance devant le porte-avions français Charles De Gaulle (R 91).
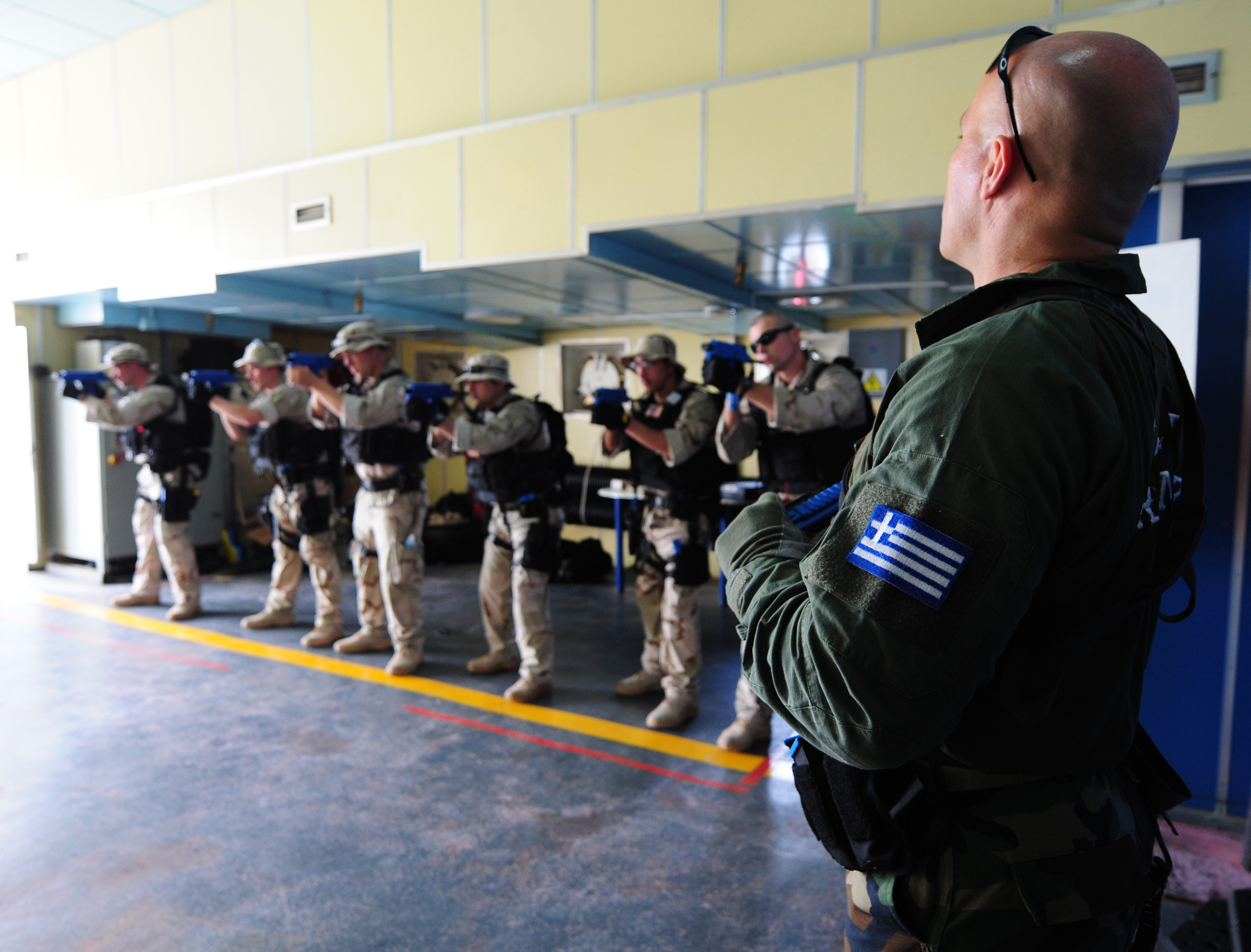
Un instructeur des forces d'opérations spéciales de la marine hellénique, à droite, organise un entraînement aux armes légères avec des marins américains à bord du navire-école hellénique Aris (A-74) au Centre d'entraînement opérationnel de l'OTAN.
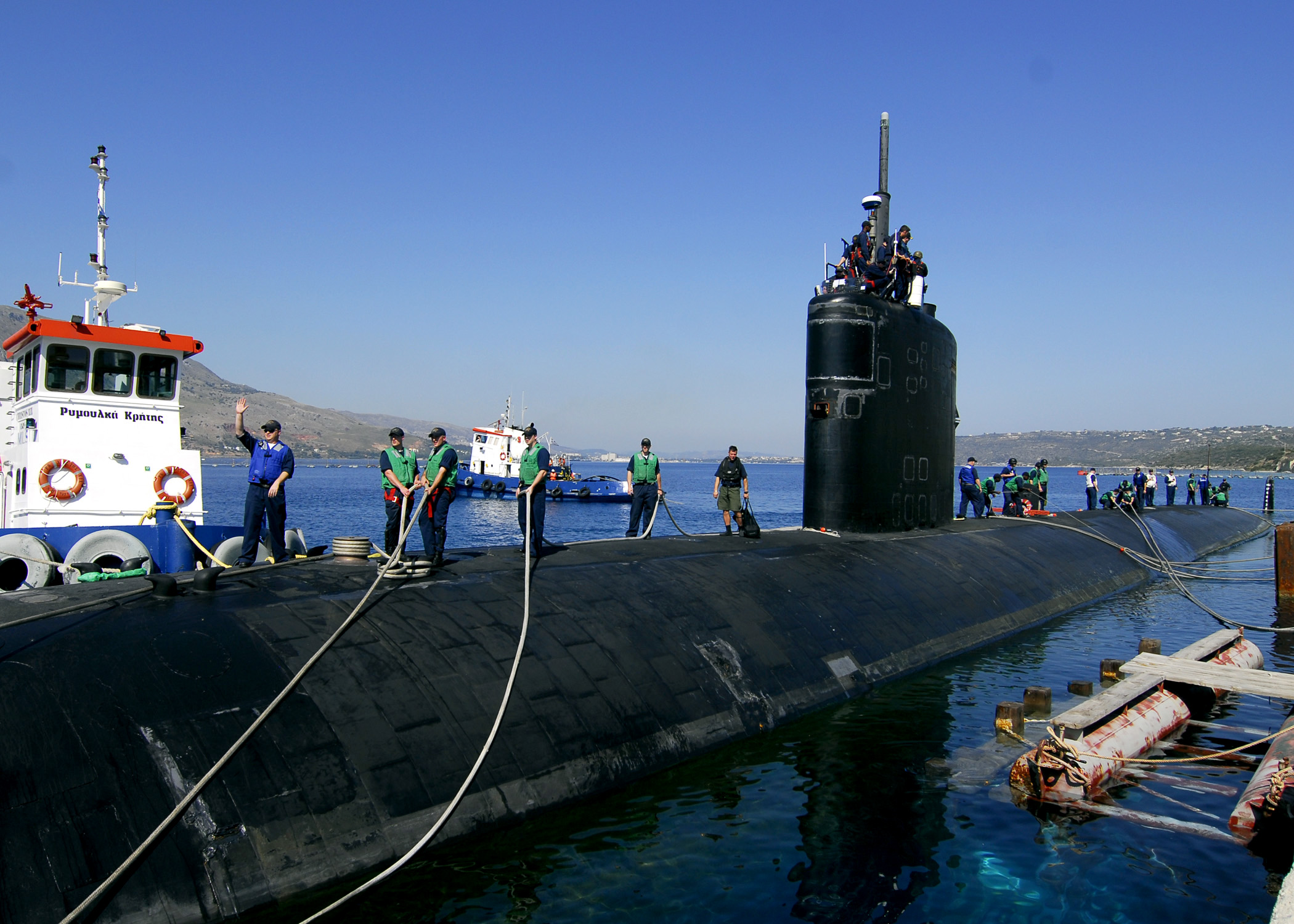
Des marins effectuent des opérations d’amarrage alors que le sous-marin USS Albany (SSN 753) arrive dans la baie de Souda pour une visite portuaire de routine.
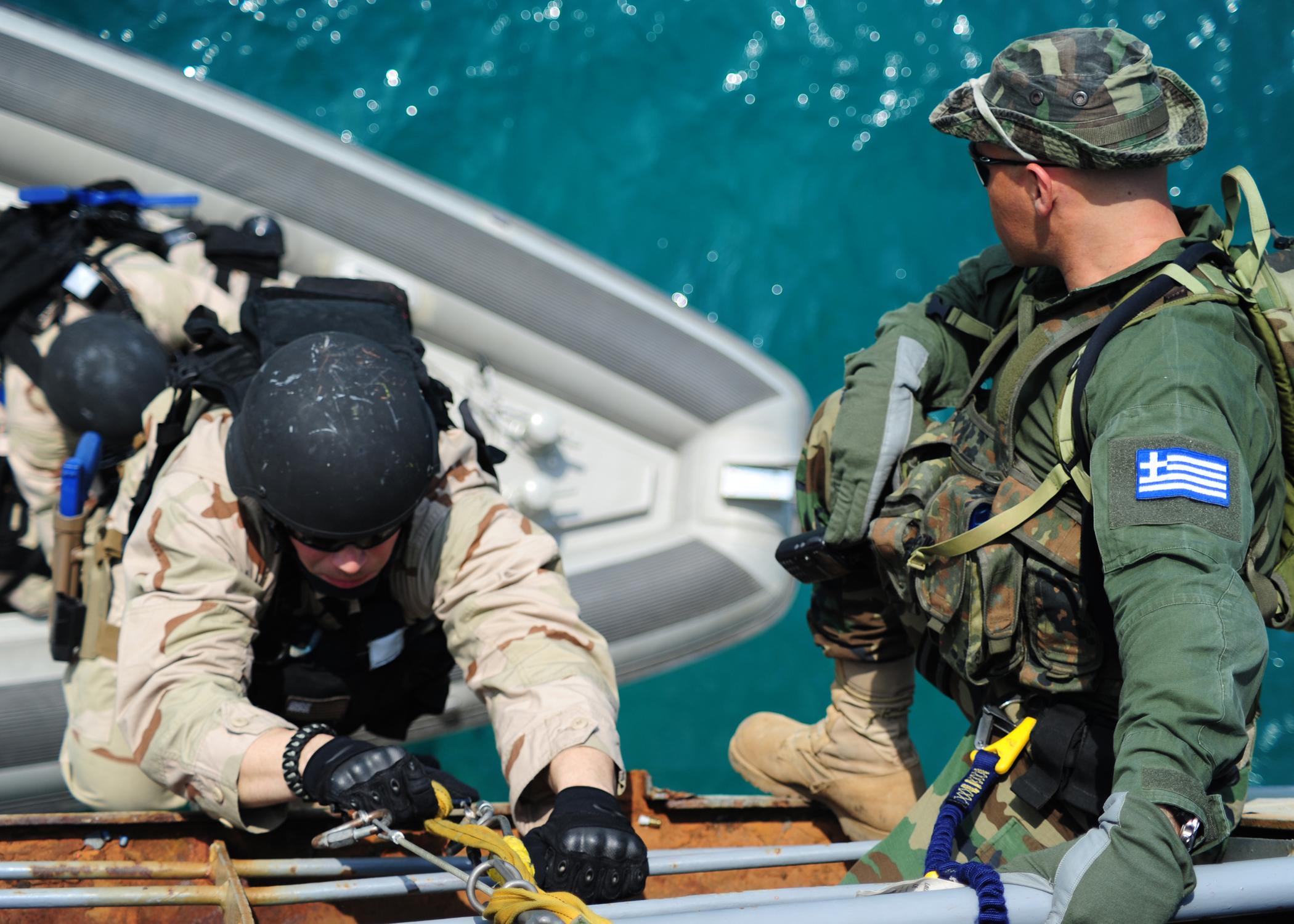
Un marine américain et une soldat de la marine hellénique en train de s'entraîner au Centre d'entraînement opérationnel d'interdiction maritime de l'OTAN, le 12 mai 2012, lors de Phoenix Express 2012, exercice de deux semaines.
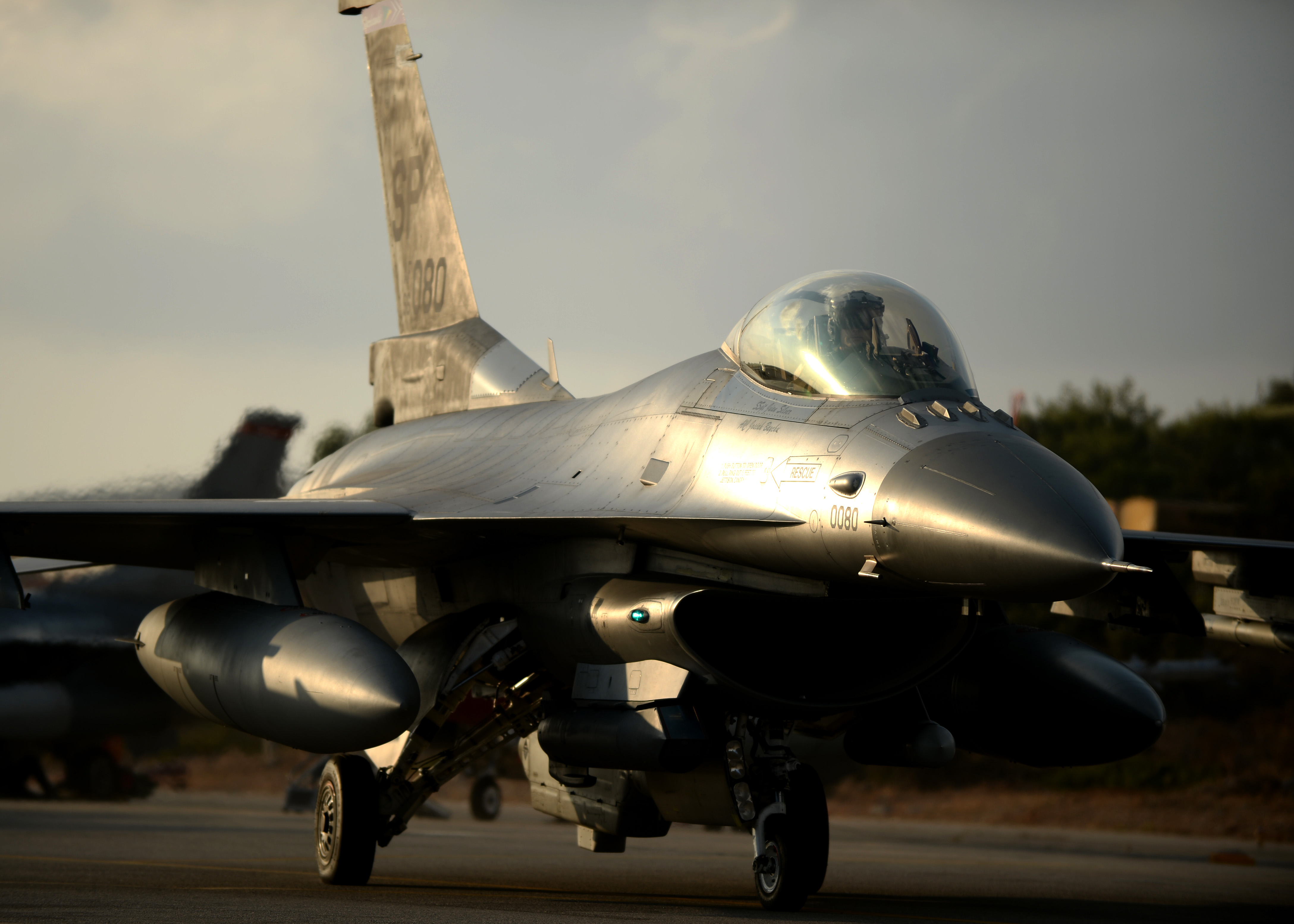
Un F-16 de la United States Air Force au roulage, le 18 août 2014, lors d'un entraînement entre la Grèce et les États-Unis.
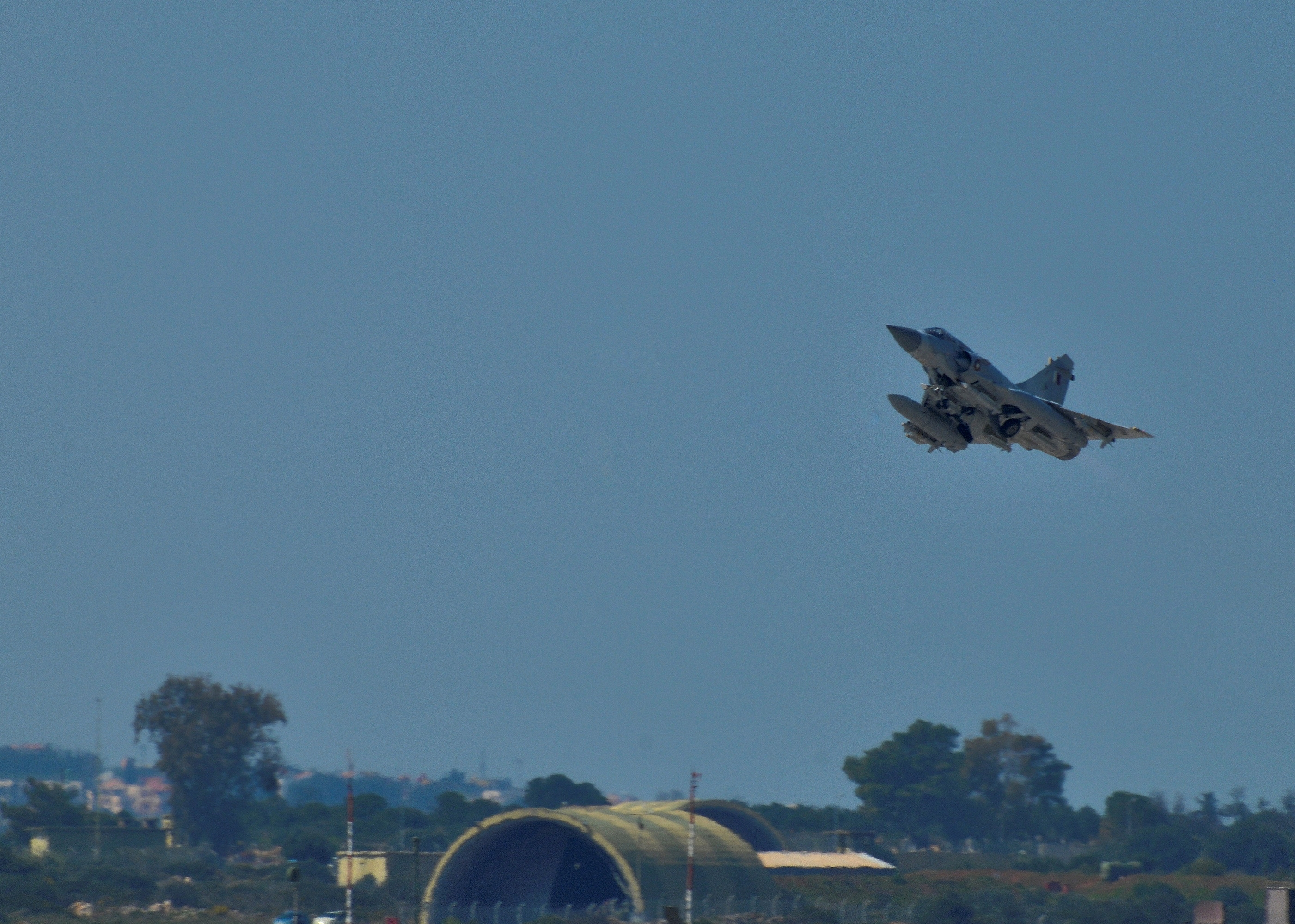
Un avion de chasse Dassault Mirage 2000-5 de l’armée de l’air qatarie décolle dans le cadre d’une mission de la Force opérationnelle commune Odyssey Dawn, dans la baie de Souda.
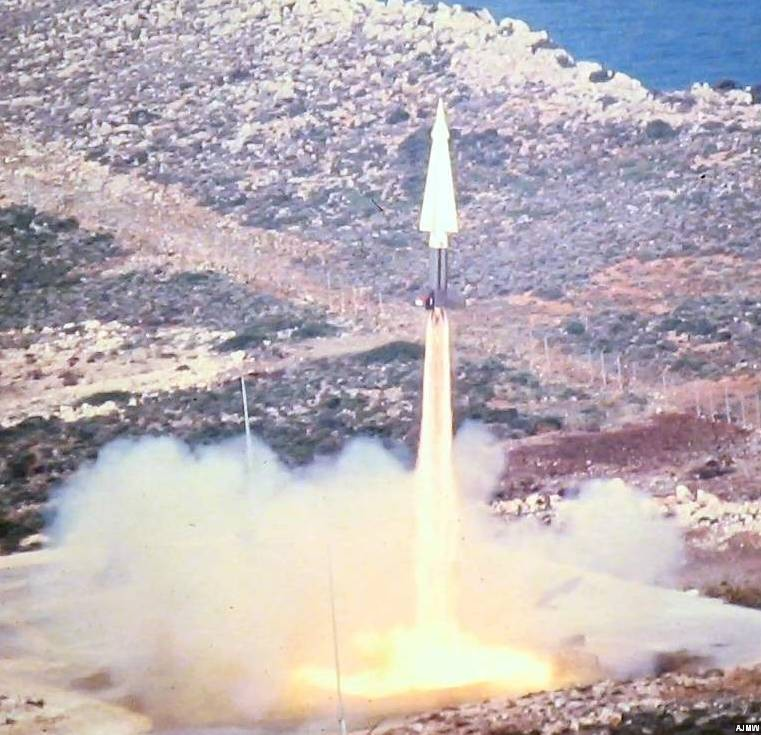
Tir d'une Nike Hercules du 220 Squadron RNLAF depuis la base.